# 221 f.Kr.

## Händelser

### Efter plats

#### Karthago
- Den karthagiske generalen Hasdrubal blir tagen av daga av en keltisk lönnmördare under ett fälttåg för att öka Karthagos makt över Spanien. Efter mordet på Hasdrubal, utnämns den karthagiske generalen Hamilkar Barkas son Hannibal av armén till högste befälhavare och denna utnämning bekräftas av den karthagiska regeringen.
- Hannibal vidtar genast mått och steg för att konsolidera Karthagos makt över Spanien. Han gifter sig med den spanska prinsessan Imilke och börjar sedan besegra en rad spanska stammar. Han kämpar mot olkaderna och erövrar deras huvudstad Althaea, krossar vaccaeerna i nordväst och vinner, efter att ha gjort spanska Karthagos huvudstad Carthago Nova till sin bas, en rungande seger över karpetanerna i området kring Tagusfloden.

#### Egypten
- Egyptens kung Ptolemaios III dör och efterträds av sin son Ptolemaios IV. Sosibios blir av denne utnämnd till högste minister och får genast stort inflytande över den unge kungen, då han kan styra alla statsaffärer.
- På Sosibios uppmaning låter Ptolemaios IV i tur och ordning avrätta sin farbror Lysimachos, sin bror Magas och sin mor Berenike II.
- Kung Kleomenes III av Sparta, som befinner sig i exil i Egypten, fängslas av Ptolemaios IV, anklagad för att konspirera mot honom.

#### Seleukiderriket
- Satrapen Molon av Medien och hans bror Alexander gör uppror mot Antiochos III, främst på grund av sitt hat mot hans försteminister Hermias. Molon lyckas göra sig till härskare över de seleukidiska områdena öster om floden Tigris, men stoppas av Antiochos III:s styrkor, när han försöker gå över denna flod. Xenoetas, en av Antiochos generaler, skickas mot Molon med en stor styrka, men blir överraskad av Molons styrkor, varvid hela hans armé slås i spillror och Xenoetas blir dödad. Den upproriske satrapen kan därmed gå över Tigris och tar staden Seleucia vid floden, tillsammans med hela Babylonien och Mesopotamien i besittning.

#### Grekland
- Antigonos III dör under ett slag mot illyrierna och efterträds av sin unge kusin Filip V som kung av Makedonien.

#### Romerska republiken
- Gaius Flaminius Nepos låter bygga en andra galoppbana åt Rom, kallad Circus Flaminius.

#### Kina
- Staten Qin erövrar staten Qi. Kungen av Qin enar Kina och utropar sig själv till dess förste kejsare, eftersom han är den förste kinesiske härskaren, som kan styra över hela landet, vilket gör slut på de stridande staternas period. Han är av historikerna känd som Qin Shi Huangdi.
- Den kinesiska bronsåldern tar slut (omkring detta år).

## Avlidna
- Ptolemaios III, kung av Egypten, som har återförenat landet med Kyrenaika och framgångsrikt utkämpat det tredje syriska kriget mot Seleukiderriket
- Hasdrubal, karthagisk general och svärson till Hamilkar Barkas (mördad)
- Antigonos III, kung av Makedonien sedan 227 f.Kr. (född 263 f.Kr.)
- Berenike II, drottning av Egypten, dotter till kung Magas av Kyrenaika (i nuvarande Libyen) och vars äktenskap med Ptolemaios III Euergetes har återförenat hennes land med Egypten (född omkring 267 f.Kr.)
- Lucius Caecilius Metellus, romersk konsul och general under det första puniska kriget